# Physonota alutacea
Physonota alutacea är en skalbaggsart som beskrevs av Karl Henrik Boheman 1854. Physonota alutacea ingår i släktet Physonota och familjen bladbaggar. Inga underarter finns listade i Catalogue of Life.

## Bildgalleri

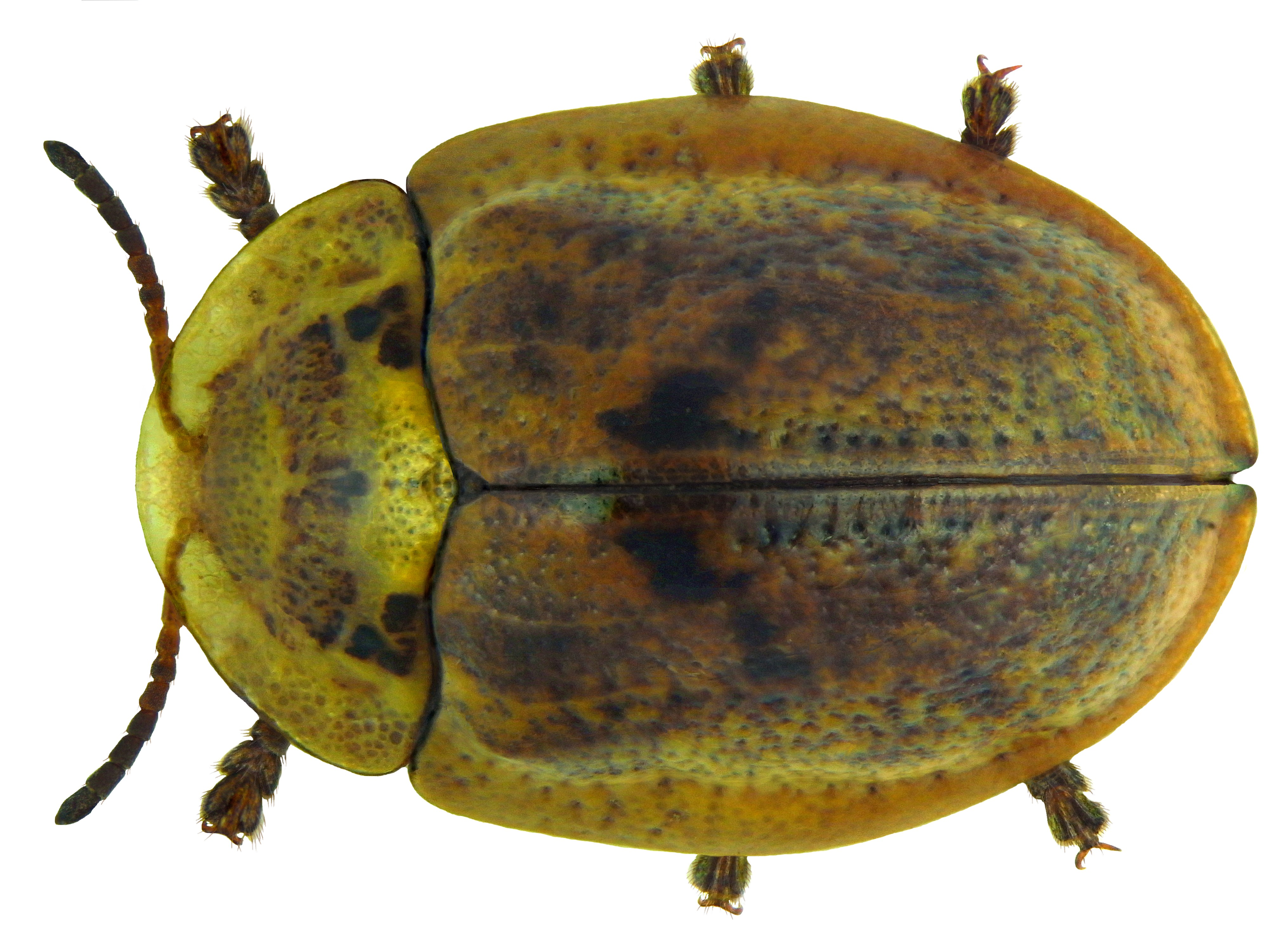